# Österreichische Basketball Bundesliga A 2000/01
Die Österreichische Basketball Bundesliga A Saison 2000/01 ist die 56. Spielzeit der Österreichische Basketball Bundesliga.

## Saisonnotizen
- Meister der Saison 2000/01 wurden die Montan Bears Kapfenberg.
- Cupsieger der Saison 2000/01 wurde UBM Arkadia Traiskirchen im Finale gegen Montan Bears Kapfenberg.

## Tabelle
Endtabelle
| \| # \| Team \| \| -- \| -------------------------- \| \| 1 \| Montan Bears Kapfenberg \| \| 2 \| Wörthersee Piraten \| \| 3 \| BSC BOHA Fürstenfeld \| \| 4 \| Basket Clubs of Vienna \| \| 5 \| Oberwart Gunners \| \| 6 \| Arkadia Traiskirchen Lions \| \| 7 \| Mattersburg 49ers \| \| 8 \| Steiner Swans Gmunden \| \| 9 \| UKJ Süba St. Pölten \| \| 10 \| Eff Trade Red Devils Linz \| \| 11 \| BK Klosterneuburg \| \| 12 \| UKJ Oberwaltersdorf \| |                            |
| # | Team                       |
| 1 | Montan Bears Kapfenberg    |
| 2 | Wörthersee Piraten         |
| 3 | BSC BOHA Fürstenfeld       |
| 4 | Basket Clubs of Vienna     |
| 5 | Oberwart Gunners           |
| 6 | Arkadia Traiskirchen Lions |
| 7 | Mattersburg 49ers          |
| 8 | Steiner Swans Gmunden      |
| 9 | UKJ Süba St. Pölten        |
| 10 | Eff Trade Red Devils Linz  |
| 11 | BK Klosterneuburg          |
| 12 | UKJ Oberwaltersdorf        |